# Stadtrandsiedlung Mittelheide

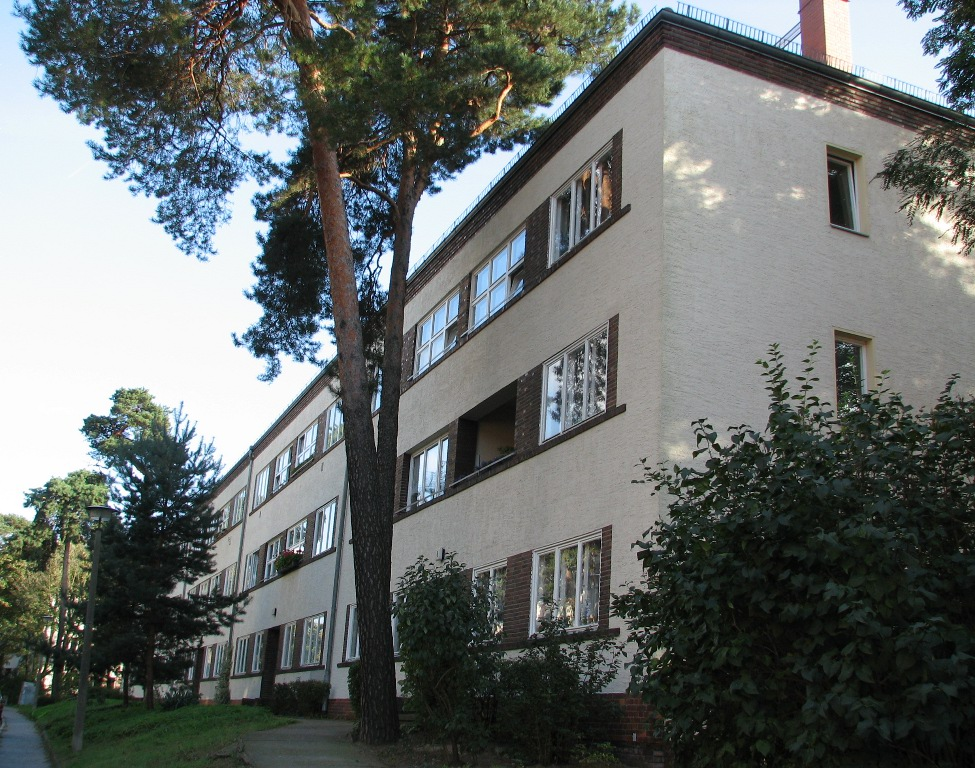
Typische Wohnzeile in der Straße Mittelheide 6–12

Die Stadtrandsiedlung Mittelheide ist ein denkmalgeschützter Siedlungsbereich im Ortsteil Köpenick des Berliner Bezirks Treptow-Köpenick. Er entstand Ende der 1920er Jahre.

## Namensgebung und Lage
Die Siedlung erhielt ihren Namen nach der hier ursprünglich gelegenen Mittelheide im Norden von Köpenick. Sie liegt beiderseits der Straße Mittelheide und schließt nördlich an die Siedlung Elsengrund an. Beide sind Bestandteile des Köpenicker Märchenviertels.

## Geschichte
Das Wohngebiet wurde 1928/1929 nach Plänen und unter Leitung des Architekten Otto Rudolf Salvisberg errichtet, der auch die benachbarte Siedlung Elsengrund geplant hatte. Er bezog in seine Entwürfe die vorhandenen Terrainunterschiede ein und ließ entweder vorhandene Baumgruppen stehen oder sah eine baldige Neubepflanzung vor.
Nach Abschluss der Bauarbeiten entstanden Plätze, öffentliche Grünanlagen und Kunst im öffentlichen Raum mit der Aufstellung von Schmuckfiguren. Der Gartenarchitekt und Bildhauer Willi Ernst Schade setzte die Pläne um und unterstützte die neuen Bewohner auch bei der Anlage von Vorgärten und Gartenhöfen.

## Beschreibung

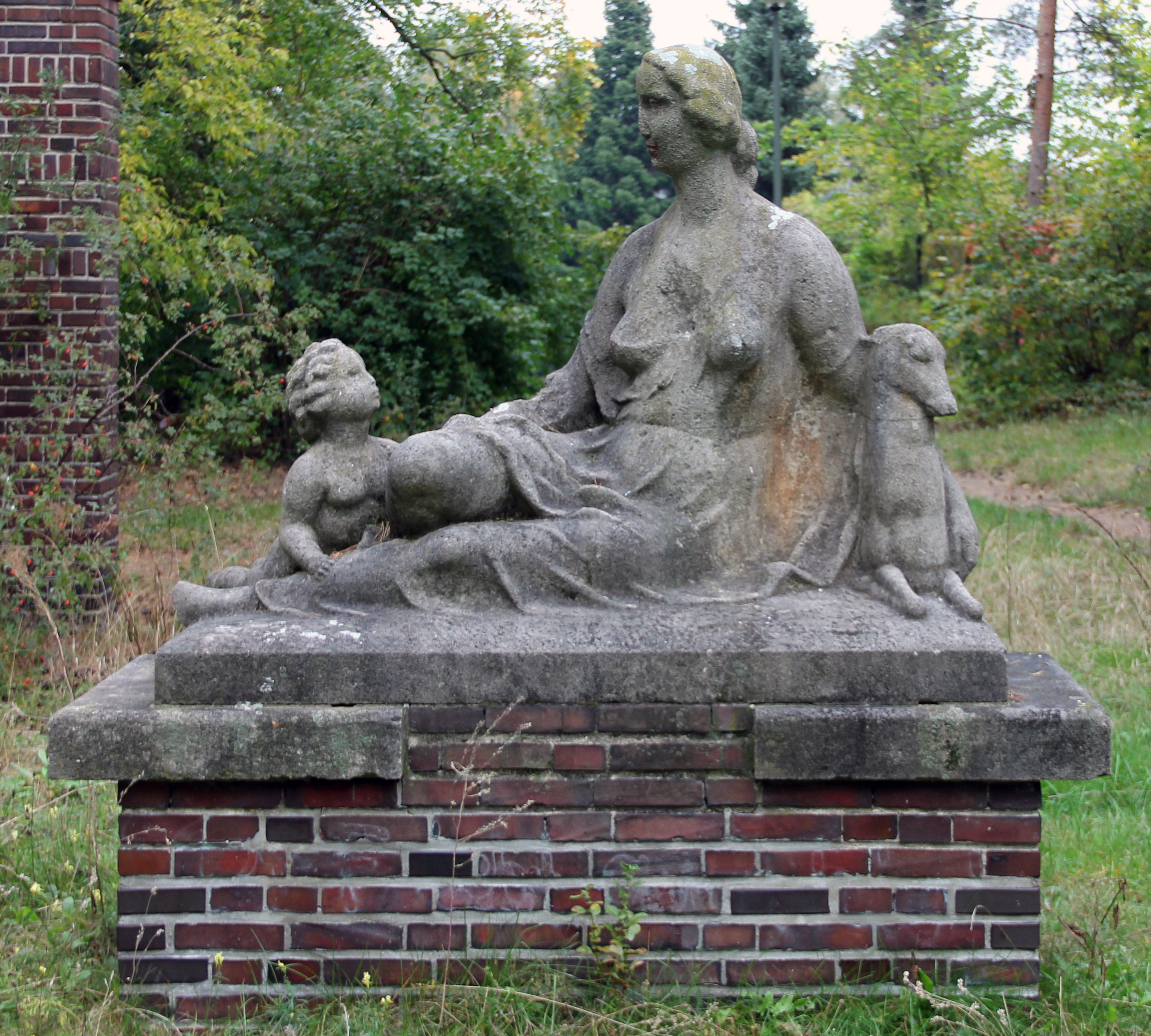
Plastik Mutter mit Kind und Hund

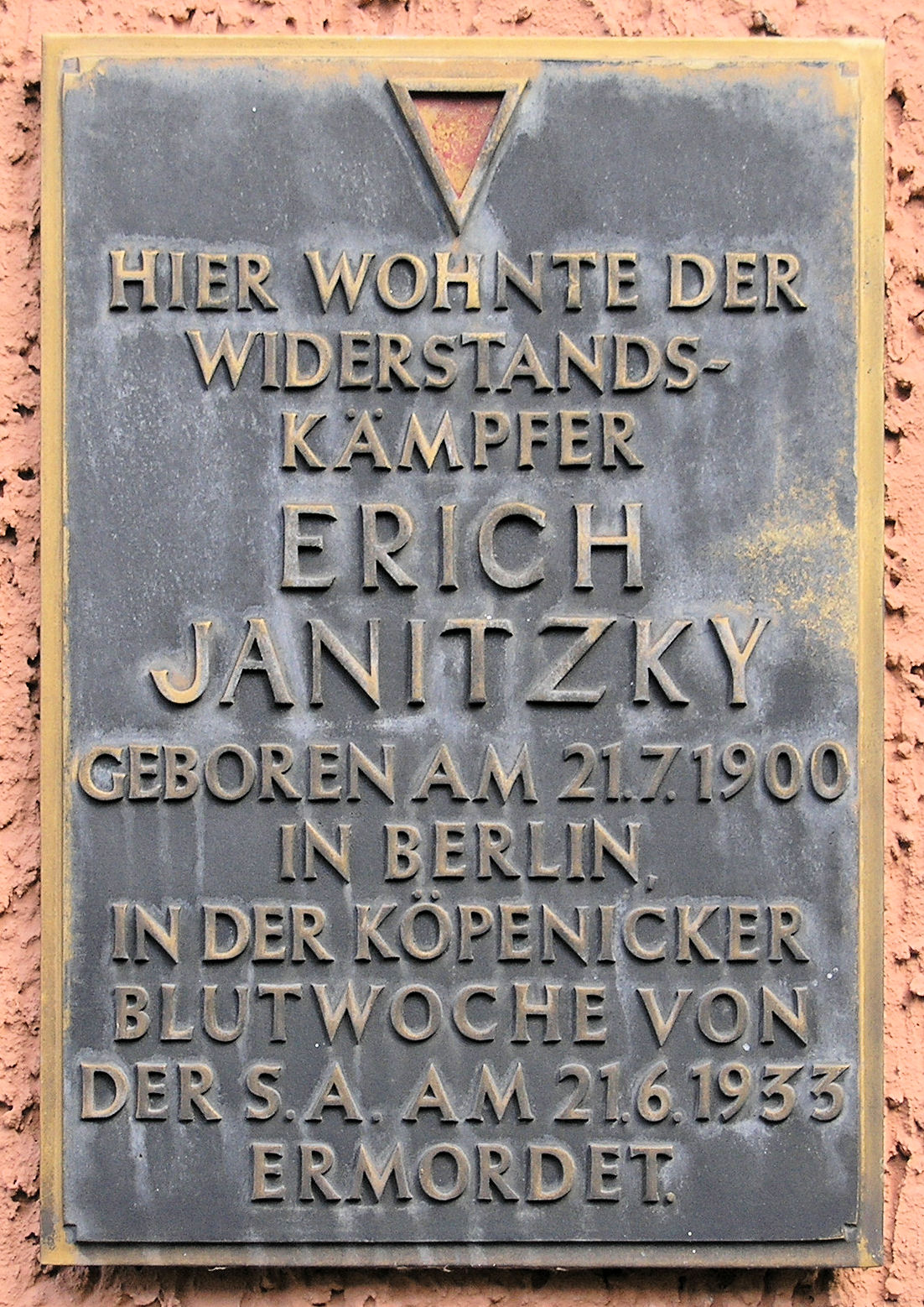
Gedenktafel für Erich Janitzky vor dessen Wohnhaus Mittelheide 3

Überwiegend entstanden zweigeschossige langgestreckte Mehrfamilienhäuser, einige dreigeschossige Putzbauten dazwischen bringen Abwechslung in das Aussehen, ebenso wie die teilweise Verwendung von Sockeln, die mit roten Klinkern verblendet sind.
Die Hausreihen sind mit weiteren Details versehen wie nischenartigen Eingangsbereichen, Fenster- und Loggienbändern, abgetreppten Dachgesimsen sowie durch Gauben unterbrochenen Walmdächern. Hervorhebenswert ist der östliche Abschluss des Siedlungsgebietes, der mit einer Straßenüberbauung zum angrenzenden Waldgebiet überleitet.
Am Zugang zur Rotkäppchenstraße steht die Figurengruppe Mutter mit Kind, geschlagen aus Muschelkalk. Eine auf dem Boden sitzende, knapp bekleidete Mutter streichelt mit der linken Hand einen Windhund, die rechte Hand streckt sie ihrem nackten kleinen Kind entgegen. Die Gruppe ist auf einer langrechteckigen Plinthe und diese auf einem gemauerten Sockel platziert.